# 4022 Нонна
4022 Нонна (4022 Nonna) — астероїд головного поясу, відкритий 8 жовтня 1981 року.
Тіссеранів параметр щодо Юпітера — 3,537.